# WFS1
WFS1‏ (Wolframin ER transmembrane glycoprotein) هوَ بروتين يُشَفر بواسطة جين WFS1 في الإنسان.